# Кодон
Кодон — одиниця генетичного коду, три послідовно розташовані нуклеотидні залишки в ДНК або РНК, що кодують включення однієї амінокислоти. Послідовність кодонів в гені визначає послідовність амінокислот в поліпептидному ланцюзі білку, що кодується цим геном. У той час, як всі організми користуються генетичним кодом, побудованим за однаковими принципами, не всі вони мають таку ж саму відповідність між кодонами і амінокислотами. Більшість генів більшості організмів закодовані за допомогою так званого «стандартного коду», але зараз визначені ще кілька «альтернативних» «таблиць трансляції».

## Класифікація кодонів
Оскільки існує 4 різних нуклеотиди, то загальне число можливих кодонів дорівнює 64, з яких у стандартному коді 61 кодують певні амінокислоти, а 3 кодони, що залишилися (UGA, UAG і UAA в мРНК) сигналізують про зупинку трансляції поліпептидного ланцюжка і називаються стоп-кодонами. Кодон UAG в мРНК також носить назву амбер-кодон, UGA — опал, а UAA — охра.
Під стартовим кодоном зазвичай мається на увазі кодон AUG, що також кодує метіонін, з якого починається утворення поліпептідного ланцюжка в процесі трансляції, хоча кодони GUG, CUG і UUG (в мРНК) також можуть бути стартовими для окремих генів. У прокаріотів, хоча найефективнішим стартовим кодоном також є AUG, часто використовуються кодони GUG і AUU. Оскільки в процесі біосинтезу білка в поліпептидний ланцюжок бере участь всього 20 амінокислот, то різні кодони можуть кодувати однакові амінокислоти, такі кодони прийнято називати ізоакцепторними кодонами. Крім того, кодони, на яких не відбувається включення амінокислоти в білок, називають безглуздими кодонами або нонсенсом-кодонами, такими кодонами є стоп-кодони.

## Таблиця кодонів стандартного коду
| 1-ий нуклеотид | 2-й нуклеотид                                                                                         | 2-й нуклеотид                                                                   | 2-й нуклеотид | 2-й нуклеотид                                                                   |
| 1-ий нуклеотид | U | C                                                                               | A | G                                                                               |
| --- | --- | ------------------------------------------------------------------------------- | --- | ------------------------------------------------------------------------------- |
| U | UUU (Phe/F) Фенілаланін UUC (Phe/F) Фенілаланін UUA (Leu/L) Лейцин UUG (Leu/L) Лейцин, старт1         | UCU (Ser/S) Серин UCC (Ser/S) Серин UCA (Ser/S) Серин UCG (Ser/S) Серин         | UAU (Tyr/Y) Тирозин UAC (Tyr/Y) Тирозин UAA Стоп-кодон UAG Стоп-кодон                                                             | UGU (Cys/C) Цистеїн UGC (Cys/C) Цистеїн UGA Стоп-кодон UGG (Trp/W) Триптофан    |
| C | CUU (Leu/L) Лейцин CUC (Leu/L) Лейцин CUA (Leu/L) Лейцин CUG (Leu/L) Лейцин, старт1                   | CCU (Pro/P) Пролін CCC (Pro/P) Пролін CCA (Pro/P) Пролін CCG (Pro/P)Пролін      | CAU (His/H) Гістидин CAC (His/H) Гістидин CAA (Gln/Q) Глутамін CAG (Gln/Q) Глутамін                                               | CGU (Arg/R) Аргінін CGC (Arg/R) Аргінін CGA (Arg/R) Аргінін CGG (Arg/R) Аргінін |
| A | AUU (Ile/I) Ізолейцин, старт2 AUC (Ile/I) Ізолейцин AUA (Ile/I) Ізолейцин AUG (Met/M) Метіонін, старт | ACU (Thr/T) Треонін ACC (Thr/T) Треонін ACA (Thr/T) Треонін ACG (Thr/T) Треонін | AAU (Asn/N) Аспарагін AAC (Asn/N) Аспарагін AAA (Lys/K) Лізин AAG (Lys/K) Лізин                                                   | AGU (Ser/S) Серин AGC (Ser/S) Серин AGA (Arg/R) Аргінін AGG (Arg/R) Аргінін     |
| G | GUU (Val/V) Валін GUC (Val/V) Валін GUA (Val/V) Валін GUG (Val/V) Валін, старт1,2                     | GCU (Ala/A) Аланін GCC (Ala/A) Аланін GCA (Ala/A) Аланін GCG (Ala/A) Аланін     | GAU (Asp/D) Аспарагінова кислота GAC (Asp/D) Аспарагінова кислота GAA (Glu/E) Глутамінова кислота GAG (Glu/E) Глутамінова кислота | GGU (Gly/G) Гліцин GGC (Gly/G) Гліцин GGA (Gly/G) Гліцин GGG (Gly/G) Гліцин     |
| U - У — Урацил; G - Г — Гуанін; A - А — Аденін; C - Ц — Цитозин. 1Менш ефективні старт-кодони еукаріотів 2Менш ефективні старт-кодони бактерій та архей | |                                                                                 | |                                                                                 |

## Інші варіанти значень кодонів
У багатьох груп організмів, і навіть у мітохондріях організмів, що використовують стандартний код, генетичний код відрізняється від стандартного. Наприклад багато видів зелених водоростей Acetabularia транслюють стандартні стоп-кодони UAG (УАГ) і UAA (УАА) в амінокислоту гліцин, а гриб Candida інтерпретує кодон CUG не як лейцин, а як серин. У мітохондрій пивних дріжджів (Saccharomyces cerevisiae) чотири з шести кодонів, що зазвичай транслюються в лейцин, кодують треонін (Детальний опис відомих варіацій приведений на сайті NCBI Taxonomy [Архівовано 1 Червня 2009 у Wayback Machine.]). Існування таких варіацій свідчить про можливу еволюцію генетичного коду.
Представники всіх трьох доменів живих організмів іноді прочитують стандартний стоп-кодон UGA як 21-у амінокислоту селенцистєїн, що не відноситься до 20 стандартних. Селенцистєїн утворюється при хімічній модифікації серина на стадії, коли останній ще не від'єднався від тРНК у складі рибосоми. Аналогічно у представників двох доменів (архей і бактерій) стоп-кодон UAG прочитується як 22-а амінокислота пірролізин.

## Історія дослідження кодонів
Почавши вивчати кодони спільно з Джеймсом Ватсоном в 1953 році, Френсіс Крік зробив припущення, що тільки 20 кодонів мають значення, а інші 44 тринуклеотидні комбінації є безглуздими. Код Кріка не мав розділових знаків (старт- і стоп- кодонів), оскільки безглузді кодони були фактично невидимими для адапторів, так що знак, вказуючий на початок прочитування, був не потрібний. Ця концепція відразу отримала майже беззастережне визнання, але ненадовго, лише до тих пір, поки нові дані на початку 60-х років не виявили її неспроможність.
Пізніші експерименти показали, що кодони, що вважалися Кріком безглуздими, можуть провокувати білковий синтез в пробірці, і до 1965 року було встановлене значення всіх 64 кодонів. Виявилось, що деякі кодони попросту надмірні, тобто цілий ряд амінокислот кодується двома, чотирма або навіть шістьма комбінаціями нуклеотидів. За цю роботу Гар Ґобінд Хорана, Роберт В. Голлі і Маршалл Воррен Ніренберг отримали Нобелівську премію з фізіології і медицини 1968 року.